# كلايف وودز
كلايف وودز (بالإنجليزية: Clive Woods)‏ هو لاعب كرة قدم بريطاني في مركز الوسط، ولد في 18 ديسمبر 1947 في نورتش في المملكة المتحدة. لعب مع إيبسويتش تاون ونورويتش سيتي.

## وصلات خارجية
- كلايف وودز على موقع قاعدة بيانات كرة القدم.إي يو (الإنجليزية)